# Commanderie de Renneville
Ne doit pas être confondu avec la commanderie de Saint-Étienne-de-Renneville dans l'Eure
 (juin 2025).
Si vous disposez d'ouvrages ou d'articles de référence ou si vous connaissez des sites web de qualité traitant du thème abordé ici, merci de compléter l'article en donnant les références utiles à sa vérifiabilité et en les liant à la section « Notes et références ».
La commanderie de Renneville est une commanderie hospitalière se trouvant à Renneville dans le département occitan et français de Haute-Garonne.

## Histoire
Renneville appartenait au commencement de la guerre à Aymeric de Castelnau dit l’ancien (?-1211) qui, poursuivi lui et son épouse, pour crime d’hérésie, est dépouillé de tous ses domaines (Renneville et les Seigneuries de Montréal et de Laurac). Aymeric se réfugie à Lavaur chez Dame Guiraude (?-1211) sa sœur châtelaine du lieu où ils finiront tous les deux par être sauvagement tués par les Croisés. 80 chevaliers seront également passés aux armes, pendus et égorgés. La malheureuse Dame Guiraude lapidée et jetée dans un puits le 3 mai 1211.
Simon de Montfort se hâte de disposer de ces riches fiefs pour récompenser les services de ses compagnons d’armes et Renneville fut dévolue à Hugues de Lascès (ou Latès) qui reçoit le titre de Seigneur de Lauragais. La première campagne terminée par la bataille de Muret le 12 septembre 1213, ce dernier se hâte de témoigner sa gratitude au Ciel pour la protection qu’il lui avait accordée, dans ce but il se présente dans la maison de l’hôpital de Toulouse où il demande d’être reçu comme « donat » pendant sa vie et à être enseveli après sa mort, accompagnant la donation de sa personne de celle de sa place de Renneville, de ses habitants et de toutes ses dépendances. Le prieur Bernard de Capoulège lui accorde ses demandes, le rend « participant de toutes les bonne œuvres qui s’étaient faites ou se feraient dans l’Ordre depuis son origine jusqu’à la fin du monde ». Tout ceci se passe vers l’an 1213. Il donne avec la ville de Renneville, l’église Saint-Sernin de Renneville.
Peu de temps après, Simon de Montfort ratifie l’acte de piété de son vassal et consacre la fondation du nouvel établissement des Hospitaliers. Ceux-ci ne tardent pas à accroître leur domaine en se faisant céder soit par donation soit par achat, une partie des terres confisquées sur les hérétiques du voisinage. La possession d’un des principaux fiefs acquis de la sorte, celui dont avait été dépouillé Dame Titburge veuve de Sicard de Noville, est disputée à l’Hospital par Alphonse de Poitiers(1220-1271). Nous avons déjà vu comment il se désista de toutes ses prétentions à ce sujet par la charte de privilèges octroyée en 1270. C’est vers cette époque que la maison de Renneville, qui avait formé dans le principe une dépendance de cette de Toulouse, est érigée en commanderie séparée.
Après la réunion de la province à la couronne, la haute juridiction du lieu de Renneville passe des comtes de Toulouse au Roi de France. Le précepteur n’y exerçait que la basse justice (affaires relatives aux droits dus au Seigneur, cens, rentes, exhibitions de contrats et héritages sur son domaine – Il s’occupe aussi des délits et amendes de faibles valeurs). Ce dernier droit luit est même disputé par Réginald de Dunhes, procureur du Roi, au nom de ce dernier. Le procès intenté à ce sujet par devant le Juge de Lauragais, se termine en 1282 par une composition à l’amiable dans laquelle le prieur de Saint-Gilles (Gard), Guillaume de Villaret (vers 1235-1305), consent à acheter au Roi le droit contesté, au prix de 1000 livres tournois.
Les Hospitaliers profitèrent bientôt, après, du repos qu’ils venaient de se procurer de la sorte pour octroyer des libertés communales à leurs vassaux de Renneville. Cette charte n’offrant aucun caractère bien saillant, nous nous contenterons d’y noter la défense faite aux habitants d’exporter de Renneville pour les marchés voisins « leurs poules, oies, œufs, fromages, agneaux et autres denrées comestibles avant de les avoir présentées au précepteur afin que, si l’entretien de la maison l’exigeait, il put les acheter au prix qu’ils en auraient trouvé à l’extérieur », la prohibition de la pêche depuis le Pont de l’Hers jusqu’au Moulin de l’Hôpital, le partage entre les Hospitaliers et les Fabriciens (operarii) de l’église des droits perçus sur les ventes.